# Un vent de folie
Pour plus de détails, voir Fiche technique et Distribution.
Un vent de folie (Forces of Nature) est un film américain réalisé par Bronwen Hughes, sorti en 1999.

## Synopsis
Ben Holmes, qui travaille dans une maison d'édition, est sur le point de se marier avec Bridget, sa fiancée, mais tout semble s'y opposer : son grand-père a une crise cardiaque, et lorsque Ben lui rend visite, il lui déconseille de se marier. Prenant l'avion pour Savannah en Georgie afin de rejoindre Bridget, un passager le met à son tour en garde contre le mariage.
Lorsqu'il monte dans l'avion, il fait la connaissance d'une ravissante passagère, Sarah Lewis, une ancienne hôtesse de l'air. L'avion s'écrase au décollage et il est bloqué à l'aéroport. Bridget a vu l'accident en direct à la télévision.
Ben propose alors de louer une voiture au lieu de prendre l'avion. Sarah, avec laquelle il a sympathisé, lui propose de faire du covoiturage avec un inconnu, Vic. Ils vont partager les dépenses.
Peu à peu, Sarah et Ben deviennent complices. Sarah est une femme à l'esprit libre. Peu à peu, les forces de la nature troublent le voyage. La police arrête la voiture de Vic qui transporte de la drogue, et Sarah et Ben se trouvent emprisonnés. Libérés, ils prennent un train. Ben est déconcerté par l'attitude de Sarah et dans un premier temps décide de la fuir et de voyager séparément.
Puis, en la connaissant davantage, il se demande s'il doit ou non épouser Bridget.

## Fiche technique
Sauf indication contraire, les informations mentionnées dans cette section peuvent être confirmées par les bases de données cinématographiques IMDb et Allociné,  présentes dans la section « Liens externes ».
- Titre original : Forces of Nature
- Titre français : Un Vent de folie
- Réalisation : Bronwen Hughes
- Scénario : Marc Lawrence
- Musique : John Powell
- Direction artistique : Christa Munro
- Décors : Lester Cohen
- Costumes : Donna Zakowska
- Photographie : Elliot Davis et David Stockton
- Son : Anna Behlmer, Tim Gomillion, David Hankins, Andy Nelson, Geoffrey Patterson, Robert Renga
- Montage : Craig Wood
- Production : Susan Arnold, Ian Bryce et Donna Roth
  - Production associée : Steven P. Saeta et Ricki Spector
- Sociétés de production : Roth-Arnold Productions, présenté par Dreamworks Pictures
- Sociétés de distribution : DreamWorks Distribution (États-Unis) ; United International Pictures (France, Suisse romande)
- Budget : 40 millions de $[1] ; 75 millions de $[2]
- Pays de production :  États-Unis
- Langue originale : anglais
- Format : couleur (Technicolor) — 35 mm — 1,85:1 (Panavision) — son DTS / Dolby Digital / SDDS
- Genre : comédie, romance
- Durée : 105 minutes
- Dates de sortie[3] :
  - États-Unis : 12 mars 1999 (première mondiale à Westwood Los Angeles)[4] ; 19 mars 1999 (sortie nationale)
  - Québec : 19 mars 1999[5]
  - France, Belgique, Suisse romande : 28 juillet 1999[6],[7],[8]
- Classification :
  - États-Unis : accord parental recommandé, film déconseillé aux moins de 13 ans (PG-13 - Parents Strongly Cautioned)[N 1]
  - France : tous publics[9]
  - Belgique : tous publics (Alle Leeftijden)[7]
  - Suisse romande : interdit aux moins de 7 ans[10]
  - Québec : tous publics (G - General Rating)[5]

## Distribution
- Ben Affleck (VF : Éric Aubrahn) : Ben Holmes
- Sandra Bullock (VF : Déborah Perret) : Sarah Lewis
- Maura Tierney (VF : Françoise Rigal) : Bridget Cahill
- Steve Zahn (VF : Thierry Ragueneau) : Alan
- Blythe Danner (VF : Monique Thierry) : Virginia
- Ronny Cox (VF : Marc Cassot) : Hadley
- Michael Fairman (VF : Marc De Georgi) : Richard Holmes
- Richard Schiff (VF : Michel Mella) : Joe
- David Strickland (en) (VF : Bertrand Liebert) : Steve Montgomery
- Jack Kehler (VF : Philippe Peythieu) : Vic DeFranco
- Janet Carroll (en) (VF : Maria Tamar) : Barbara Holmes
- Meredith Scott Lynn (VF : Françoise Dasque) : Debbie
- Dan Albright (VF : José Luccioni) : l'officier McDonnell
- Bert Remsen (VF : Michel Paulin) : Ned
- George D. Wallace : Max
- Afemo Omilami (VF : Marc Alfos) : le chauffeur de taxi
- Athena Maria Bitzis : la stripteaseuse Juanita

 Source et légende : version française (VF) sur RS Doublage et selon le carton du doublage français.

## Distinctions

### Récompenses
- Teen Choice Awards 1999 : meilleure crise de colère pour Sandra Bullock
- Blockbuster Entertainment Awards 2000 : acteur préféré dans un film de comédie / romance pour Ben Affleck

### Nominations
- Blockbuster Entertainment Awards 2000 :
  - Actrice préférée dans un film de comédie / romance pour Sandra Bullock
  - Second rôle féminin préférée dans un film de comédie / romance pour Maura Tierney
  - Second rôle masculin préféré dans un film de comédie / romance pour Steve Zahn
- Kids' Choice Awards 2000 :
  - Actrice de cinéma préférée pour Sandra Bullock
  - Couple de cinéma préféré Ben Affleck et Sandra Bullock

## Éditions en vidéo
En France, le film Un Vent de folie est sorti en DVD le 10 mai 2001. Par la suite, le film est ressorti en DVD le 1er août 2006 et en VOD le 10 mai 2020.